# Ріа Бекерс
Марія Брігітта Катерина «Ріа» Бекерс-де Брейн (2 листопада 1938 — 22 березня 2006) — нідерландська політична діячка Politieke Partij Radicalen (PPR), а пізніше співзасновниця партії Зелені ліві (GL) і викладачка.

## Кар'єра перед політикою
У 1956 році Беккерс закінчила гімназію, в якій вона пройшла всі курси і не вивчала ні наук, ні мистецтва. Вона продовжувала вивчати латину та грецьку мову в Утрехтському університеті. З 1962 року вона викладала ці мови в середніх школах Гарлема та Лейдена. Її дисертація стосувалась положення жінки в грецькій трагедії.
Беккерс мала католицьке походження. У 1970-х вона стала активною в прогресивній християнській політичній партії Politieke Partij Radicalen (PPR). У 1973 році стала членом правління PPR як заступницею голови. У 1974 році була обрана головою ППР.

## Політична кар'єра
У 1977 році Беккерс була обрана лісттрекеркою PPR. Це було примітно, оскільки вона на той час не була депутатом. Очікувалося, що молода Бекерс буде працювати краще за молодих виборців, ніж тодішній політичний лідер Бас де Гаай Фортман. Вона була першою жінкою-лісттрекеркою у голландській політиці. На виборах 1977 року PPR втратила чотири з семи своїх місць. Тим не менш, Беккерс залишалася політичною лідеркою і очолювала PPR на виборах 1981, 1982 і 1986 років. На цих виборах партія отримала від двох до трьох місць. Під її керівництвом PPR розірвала зв'язки з PvdA і орієнтувалася на більш ліві партії PSP, CPN і EVP. PPR більше не була зацікавлена в управлінні, а натомість вирішила свідчити про свої ідеали.
У 1989 році PPR об'єдналася з цими лівими партіями і стала Зеленими лівими. Лісттрекеркою нової формації була обрана Беккерс. На виборах 1989 року Зелені ліві отримали невтішні шість місць. Бекерс залишалася політичною лідеркою Зелених лівих до 1993 року, коли вона поступилася новому поколінню. Так, вона була політичною лідеркою своєї партії протягом шістнадцяти років. Коли 1993 року вона покинула парламент, прем'єр-міністр Рууд Любберс похвалив її, сказавши, що «ви завдали нам (уряду) багато клопоту».
У парламенті Беккерс проявила особливу зацікавленість у просуванні органічного землеробства та миру.

## Пізніше кар'єра
Після відходу з політики Бекерс залучилася до зелених неурядових організацій: з 1993 по 2004 рр. вона була головою Platform Biologica, яка сприяє органічному сільському господарству. З 1994 року протягом десяти років вона була головою Фонду природи та довкілля. Після того, як вона залишила ці посади в 2004 році, вона була призначена лицарем ордену Оранж Нассау. Згодом вона обіймала декілька посад у консультативних радах, наприклад, зеленого Тріодос-банку та дослідницького центру Вагенінгенського університету.
У 2006 році після тривалої хвороби Беккерс померла. Після смерті її вихваляли як автентичну, милосердну та ідеалістичну політикиню, яка стояла далеко від сучасного телевізійного політичного театру.

## Особисте життя
Беккерс була одружена і мала трьох дітей, одну з яких було усиновлено.
Більшу частину свого життя Бекерс прожила у Ваденойєні, що знаходиться поблизу річки Лінге. Роками вона протестувала проти створення більших дамб проти річки. За іронією долі, у 1995 році її довелося евакуювати з дому, оскільки передбачалося, що дамби будуть недостатньо міцними, щоб стримувати річку.

## Прикраси
| Відзнаки |                                     |            |                     |          |
| Стрічка  | Честь                               | Країна     | Дата                | Коментар |
|          | Кавалер ордена Нідерландського лева | Нідерланди | 30 квітня 1989 року |          |
|          | Офіцер ордена Оранж-Нассау          | Нідерланди | 30 квітня 2004 року |          |

## Зовнішні посилання
- (нім.) Drs. M.B.C. (Ria) Beckers-de Bruijn Parlement & Politiek